# Victoria (Texas)

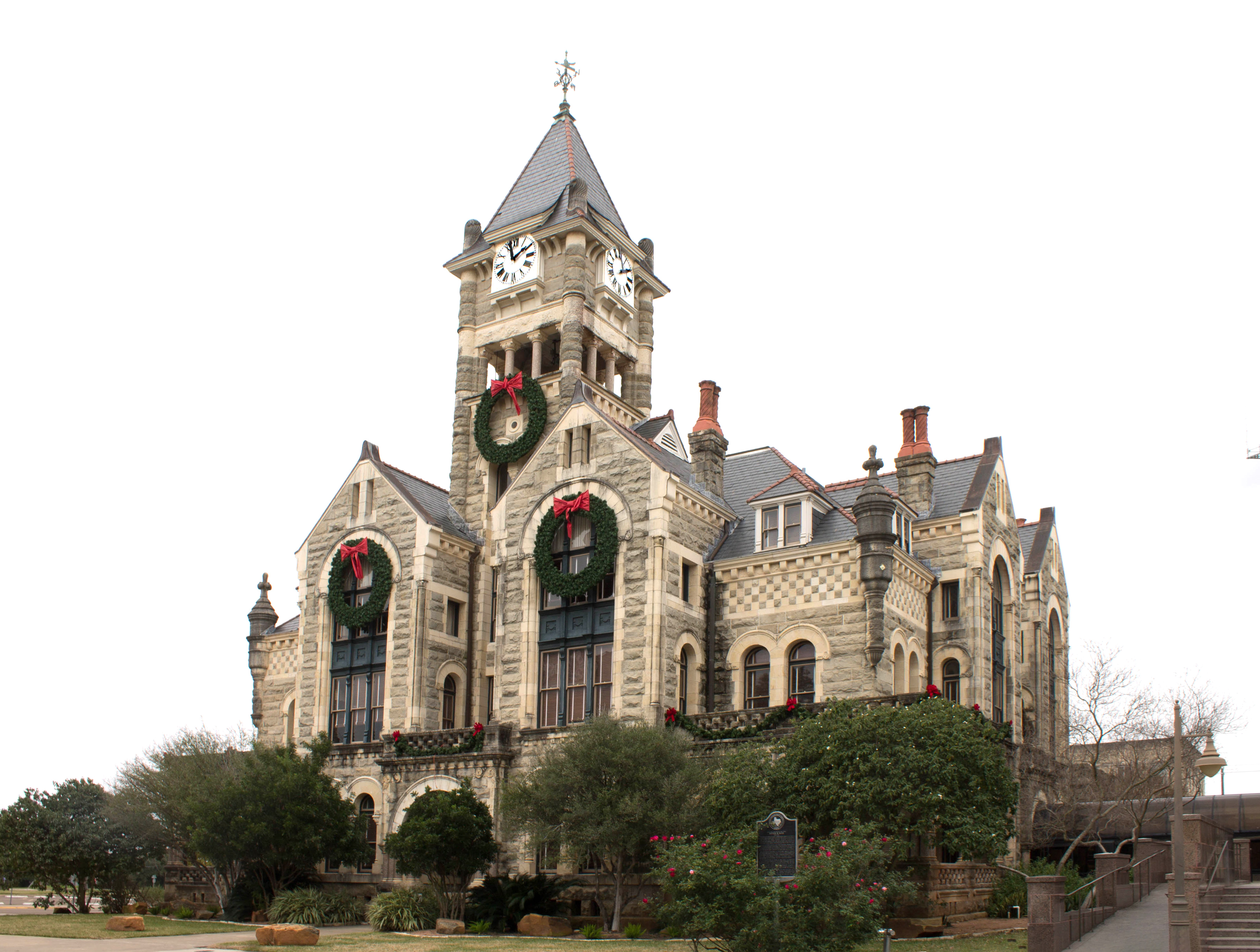
Het opvallende Victoria County Courthouse werd gebouwd in 1892 naar een ontwerp van J. Riely Gordon. Het werd gerestaureerd in 2001.

Victoria is een plaats (city) in de Amerikaanse staat Texas, en valt bestuurlijk gezien onder Victoria County.
De plaats is sinds 1982 de zetel van een rooms-katholiek bisdom.

## Geschiedenis
De plaats werd gesticht als Spaanse kolonie door Martin de Leon. In maart 1836, tijdens de Texaanse Onafhankelijkheidsoorlog, werd hier de Slag van Coleto Creek uitgevochten tussen Texianen geleid door kolonel James W. Fannin en het Mexicaans leger geleid door generaal Jose de Urrea. De plaats was belangrijk door de nabijheid van het fort Presidio La Bahia (in het huidige Goliad).
In 1942 werd het Foster Army Airfield geopend.

## Demografie
Bij de volkstelling in 2000 werd het aantal inwoners vastgesteld op 60.603.
In 2006 is het aantal inwoners door het United States Census Bureau geschat op 62.169, een stijging van 1566 (2.6%).

## Geografie
Volgens het United States Census Bureau beslaat de plaats een oppervlakte van 85,8 km², waarvan 85,4 km² land en 0,4 km² water.

## Geboren
- Frankie Miller (1931), countryzanger en songwriter

## Plaatsen in de nabije omgeving
De onderstaande figuur toont nabijgelegen plaatsen in een straal van 40 km rond Victoria.